# Водитель ритма (физиология гладкой мышцы)
Води́тель ри́тма (синоним пейсме́йкер) в физиологии гладкомышечных органов — энтеральные нервные скопления, генерирующие ритмические импульсы возбуждений, задающие частоту медленных волн, и, как следствие, частоту сокращений самих органов.
Важнейшую роль в генерации определённой частоты играют интерстициальные клетки Кахаля. При прекращении функционирования или утраты участка органа, на котором располагается водитель ритма (например, вследствие хирургической операции), функцию водителя ритма берёт на себя другое нервное скопление.

## Водители ритма пищеварительного тракта
Водители ритма пищеварительного тракта локализованы в следующих местах:
- в средней части большой кривизны желудка;[2]
- в области большого дуоденального сосочка двенадцатиперстной кишки; он генерирует ритм, управляющий моторной активностью всех отделов тонкой кишки;[3]
- в подвздошной кишке;
- в средней части поперечно-ободочной кишки;
- в верхней части прямой кишки;
- в системе желчеотделения;

### Частоты моторной активности пищеварительного тракта
У здорового человека водители ритма пищеварительного тракта задают следующие частоты сокращений:
- в желудке — 2—4 циклов в минуту,
- в двенадцатиперстной кишке — 10—12 циклов в минуту,
- в тощей кишке — 9—12 циклов в минуту,
- в подвздошной кишке — 6—8 циклов в минуту,
- в толстой кишке — около 0,6[4], а также 3—4 и 6—12 циклов в минуту[5].
- в прямой кишке — около 3 циклов в минуту;[6]
- в желчеотводящих путях перед сфинктером Одди — 3—6 циклов в минуту;[6]

## Водители ритма мочепроводящих путей
- Водитель ритма мочеточников, расположенный чаще всего в области верхушки лоханочно-мочеточникового соустья.[7]

## Косвенные методы регистрации частот водителей ритма

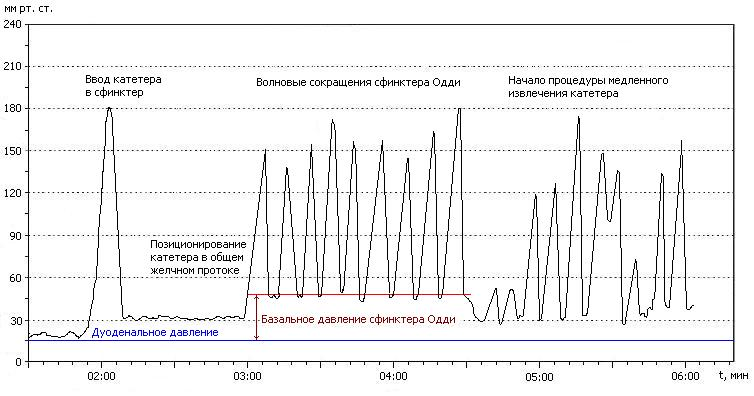
Условный график манометрии сфинктера Одди по методике Ch. Stendal. Частота волновых сокращений сфинктера Одди (в центре графика) соответствует частоте одного из водителей ритма желчепроводящих путей

Непосредственная регистрация активности водителей ритма затруднительна. Косвенными методами являются визуализация моторики органа, например, рентгенологическим способом или манометрия сократительной активности органа. При исследовании  функционирования водителей ритма непосредственно у пациента применяется электрогастроэнтерография, при которой, с помощью наложенных на поверхность тела человека (или животного) электродов, производится запись и дальнейший анализ электрических сигналов — медленных волн. При  электрогастроэнтерографии используется то, что, с одной стороны,  генерируемые частоты различны у водителей ритма разных органов, а с другой стороны, — характеристики водителей ритма каждого из органов весьма стабильны и не подвержены воздействию большинства физиологических или химических факторов.